# Складови неприятели
Основните складови продукти и материали обект на тази статия са: зърно, брашно, сладкарски продукти, сушени плодове. Неприятелите са се специализирали в насока живот в складовите помещения, където изобилието от топлина, влага и храна продуцират масовото им намножаване. Някои вредят на полето, а след прибирането им с реколтата увеличават популационната си плътност в складовете (оризова гъгрица, зърнов молец). Съществуват насекоми, които са се приспособили до такава степен, че животът им извън складовете е невъзможен (житната гъгрица е с дегенерирали крила).
- Зърнов молец, молец по сушените плодове, сив брашнест молец са най-характерните складови представители от разред люспестокрили (Lepidoptera, пеперуди), вредящи в мелници, силози, домове. Складовите молци облитат и заразяват само повърхността на складирания материал, след което могат да мигрират към други площи. Насекоми с нощен начин на живот, които през деня летят рядко и биват откривани накацали по стените. Възрастните молци не се хранят, а разграждат хранителните вещества в тялото си, натрупани през стадия гъсеница. Сивият брашнест молец образува и паяжини, задръстващи елеватори и шнекове в мелниците, а ларвите му нагризват ситата. Репелентите използвани при домашни условия са: нафталин, орехова шума, лавандула, както и хигиенни мероприятия.

- Житна и оризова гъгрици (хоботници), както и суринамски брашнояд и мавритански бръмбар са представителите от разред твърдокрили (Coleoptera, бръмбари), вредящи в зърнохранилища, хлебозаводи, мелници, складове за сладки и макарони. Складовите бръмбари навлизат и заразяват вътрешността на складирания зърнен пласт, а при самозатопляне на зърното мигрират в посока на по-високата температура. Ларвите изгризват вътрешността на зърното. Гъгриците нападат само цели зърна и за предотвратяване на дейността им е нужно зърното да се мели (фуражни). Пренасят ешерихия коли, както и афлатоксин чрез плесента аспергилус флавус. Житната и оризовата гъгрица се срещат заедно и замърсяват зърнените фуражи, като ги правят негодни и опасни за храна на животните. Суринамският брашнояд се намножава в начупени зърна и зърна вече повредени от хоботници и ларви на молци. Възрастният мавританският бръмбар се храни със зърно, брашно, тестени изделия, нагризва мелничните сита и картонените опаковки, а ларвата му нагризва вътрешността на олющения ориз.

- При покупка на зърно се проверява за наличие на: жизнени насекоми (бъдещо намножаване), надупчени семена (гъгрици) и начупени семена (намножава суринамски брашнояд), растителни примеси (плевели, слама – продуцират влажност). Основните правила за съхранение са: несмесване на стара и нова реколти, почистване от примеси и начупени семена преди складиране, осигуряване на сухи условия на съхранение, охлаждане през зимата до +10 градуса.

Според ръководството за борба със складовите неприятели на института в Костинброд, мерките сушене, почистване, охлаждане, проветряване, основно са насочени към предпазване от заразяване (профилактика).
Почистването със зърночистачни машини при минусови температури умъртвява, а при топло време – пресява и намалява концентрацията на гъгрици и акари, както и гъсеници на молци.
Сушенето в зърносушилни, както и на слънце (лопатиране) намалява подходящата за вредители влажност на зърното, а чрез високата температура убива някои неприятели (гъгрици, акари, някои бръмбари).
Охлаждането чрез проветряване на складовете през зимата убива гъгриците, бръмбарите, зърноядите и акарите. Охлаждащо действие се осъществява и чрез използване на зърночистачни машини, веялки и стационарни установки за активно проветряване. Основно правило за ефективност на тези мероприятия е провеждане на активното вентилиране при ниска въздушна влажност (за да не се повишава влажността на зърното), а външната температура трябва да е с поне 10 градуса по-студена от температурата на зърнения пласт.